# Drážka (chladné zbraně)

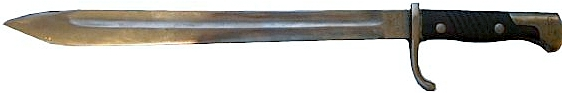
Německý Císařský S98/05 „Řeznický Nůž“ bajonet.

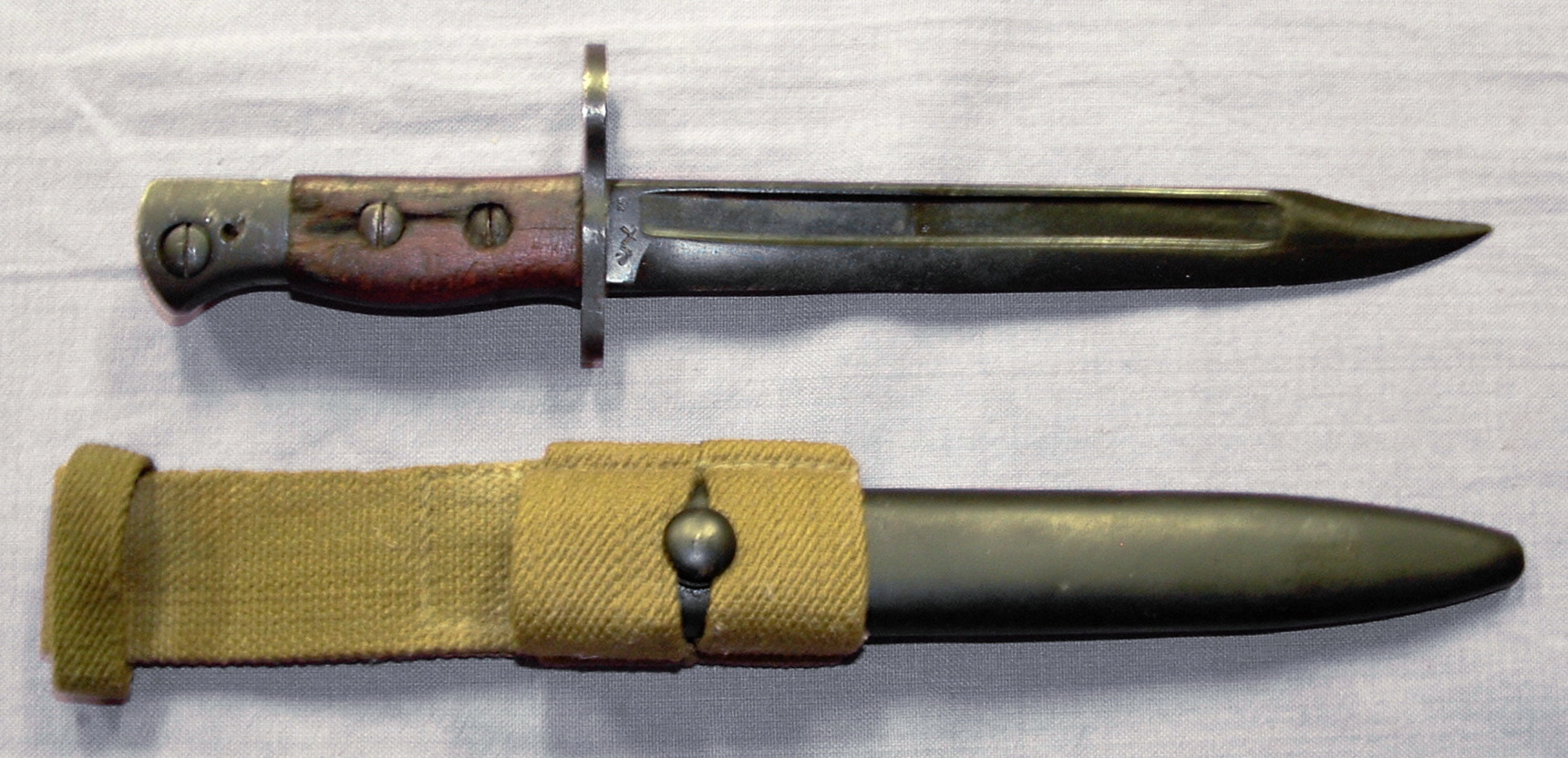
Bajonet pro Lee–Enfield Puška No. 5 Mk I „Jungle Carbine“

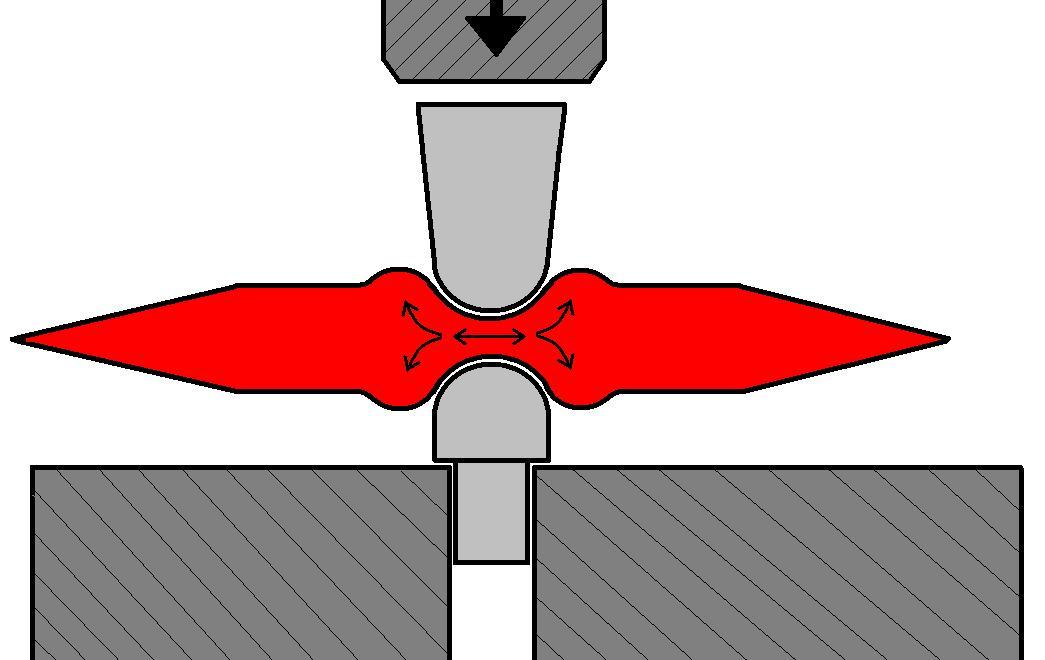
V kovářství jsou drážky často používány v párech. Výroba drážky přemísťuje materiál nad čepel, což způsobuje, že se pohybuje do stran a vyboulí se ven z povrchu.

Drážka jsou zaoblené nebo zkosené podélné žlábky, rýha či zářezy podél široké strany čepele (např. meče, nože nebo bajonetu), které jsou vyrobeny pomocí zápustkového kování nebo vybroušeny na pásové brusce. Obvykle se používají k odlehčení čepele. Podobně jako I profil umožňuje zatížit meč větší silou s použitím menšího množství materiálu. Tyto drážky jsou často nazývány „krevní drážky“, i když jejich účel nemá nic společného s krví. V kombinaci se správným zužováním drážky, kalením a popuštění může být čepel lehčí o 20 až 30 % než čepel bez drážky, aniž by došlo k výrazné ztrátě pevnosti a stability. Drážka se obvykle zužuje společně se zužující čepelí.

## Fyzika

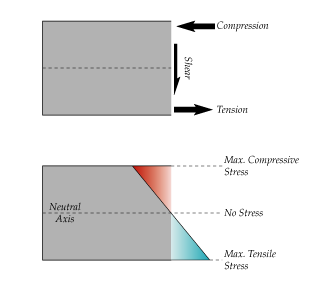
Vnitřní působení tahu a tlaku při ohybu v nosníku – meči

Základním principem konstrukce je, že ohybový moment způsobuje větší napětí na krajních vláknech nosníku než ve středu (zatímco krajní vlákna nosníku jsou namáhána na tlak, resp. na tah, zatímco mezi taženou a tlačenou částí je vrstva, která se neprotáhla ani nezkrátila; je to neutrální vrstva procházející těžištěm). Drážka odstraní materiál v blízkosti neutrální osy, čímž pevnosti příliš neuškodí. To přináší tužší čepele dané hmotnosti nebo lehčí čepele při dané tuhosti. Na stejném principu koncentrace napětí fungují tzv. I nosníky.